# Lista de vencedoras do Miss Internacional
Neste artigo, estão listadas todas as vencedoras do concurso "Miss Internacional".

## Lista
| Ano  | Edição                                                         | País                                                           | Vencedora                                                      | Local da final                                                 | Nações                                                         |
| ---- | -------------------------------------------------------------- | -------------------------------------------------------------- | -------------------------------------------------------------- | -------------------------------------------------------------- | -------------------------------------------------------------- |
| 1960 | 1ª                                                             | Colômbia                                                       | Stella Márquez                                                 | Long Beach Municipal Auditorium, Long Beach, Estados Unidos    | 52                                                             |
| 1961 | 2ª                                                             | Holanda                                                        | Stanny van Baer                                                | Long Beach Municipal Auditorium, Long Beach, Estados Unidos    | 52                                                             |
| 1962 | 3ª                                                             | Austrália                                                      | Tania Verstak                                                  | Long Beach Municipal Auditorium, Long Beach, Estados Unidos    | 50                                                             |
| 1963 | 4ª                                                             | Islândia                                                       | Guðrún Bjarnadóttir                                            | Long Beach Municipal Auditorium, Long Beach, Estados Unidos    | 46                                                             |
| 1964 | 5ª                                                             | Filipinas                                                      | Gemma Cruz                                                     | Long Beach Municipal Auditorium, Long Beach, Estados Unidos    | 42                                                             |
| 1965 | 6ª                                                             | Alemanha                                                       | Ingrid Finger                                                  | Long Beach Municipal Auditorium, Long Beach, Estados Unidos    | 44                                                             |
| 1966 | Não houve disputa neste ano por falta de interesse local.      | Não houve disputa neste ano por falta de interesse local.      | Não houve disputa neste ano por falta de interesse local.      | Não houve disputa neste ano por falta de interesse local.      | Não houve disputa neste ano por falta de interesse local.      |
| 1967 | 7ª                                                             | Argentina                                                      | Mirta Massa                                                    | Long Beach Municipal Auditorium, Long Beach, Estados Unidos    | 46                                                             |
| 1968 | 8ª                                                             | Brasil                                                         | Maria da Glória Carvalho                                       | Nippon Budokan Hall, Tóquio, Japão                             | 49                                                             |
| 1969 | 9ª                                                             | Grã-Bretanha                                                   | Valerie Holmes                                                 | Nippon Budokan Hall, Tóquio, Japão                             | 47                                                             |
| 1970 | 10ª                                                            | Filipinas                                                      | Aurora Pijuan                                                  | Exposição Universal de 1970, Osaka, Japão                      | 47                                                             |
| 1971 | 11ª                                                            | Nova Zelândia                                                  | Jane Hansen                                                    | Long Beach Municipal Auditorium, Long Beach, Estados Unidos    | 50                                                             |
| 1972 | 12ª                                                            | Grã-Bretanha                                                   | Linda Hooks                                                    | Nippon Budokan Hall, Tóquio, Japão                             | 47                                                             |
| 1973 | 13ª                                                            | Finlândia                                                      | Anneli Björkling                                               | Exposition Hall Fairgrounds, Osaka, Japão                      | 47                                                             |
| 1974 | 14ª                                                            | Estados Unidos                                                 | Karen Smith                                                    | Nippon Budokan Hall, Tóquio, Japão                             | 45                                                             |
| 1975 | 15ª                                                            | Iugoslávia                                                     | Lidija Manić                                                   | Okinawa's Expo Portside Theater, Motobu, Japão                 | 48                                                             |
| 1976 | 16ª                                                            | França                                                         | Sophie Perin                                                   | Imperial Theatre, Tóquio, Japão                                | 45                                                             |
| 1977 | 17ª                                                            | Espanha                                                        | Pilar Medina                                                   | Imperial Theatre, Tóquio, Japão                                | 48                                                             |
| 1978 | 18ª                                                            | Estados Unidos                                                 | Katherine Ruth                                                 | Mielparque Tōkyo, Tóquio, Japão                                | 43                                                             |
| 1979 | 19ª                                                            | Filipinas                                                      | Melanie Marquez                                                | Mielparque Tōkyo, Tóquio, Japão                                | 43                                                             |
| 1980 | 20ª                                                            | Costa Rica                                                     | Lorna Chávez                                                   | Mielparque Tōkyo, Tóquio, Japão                                | 42                                                             |
| 1981 | 21ª                                                            | Austrália                                                      | Jenny Derek                                                    | Kobe Convention Center, Kobe, Japão                            | 42                                                             |
| 1982 | 22ª                                                            | Estados Unidos                                                 | Christie Claridge                                              | Fukuoka Convention Center, Fukuoka, Japão                      | 43                                                             |
| 1983 | 23ª                                                            | Costa Rica                                                     | Gidget Sandoval                                                | Festival Hall, Osaka, Japão                                    | 41                                                             |
| 1984 | 24ª                                                            | Guatemala                                                      | Ilma Urrutia                                                   | Kanagawa Prefectural Civic Hall, Yokohama, Japão               | 46                                                             |
| 1985 | 25ª                                                            | Venezuela                                                      | Nina Sicilia                                                   | Tsukuba Science Exposition Plaza, Tsukuba, Japão               | 43                                                             |
| 1986 | 26ª                                                            | Inglaterra                                                     | Helen Fairbrother                                              | Holland Village, Nagasaki, Japão                               | 46                                                             |
| 1987 | 27ª                                                            | Porto Rico                                                     | Laurie Simpson                                                 | Nippon Seinenkan Hotel, Tóquio, Japão                          | 47                                                             |
| 1988 | 28ª                                                            | Noruega                                                        | Catherine Gude                                                 | Events Plaza Future Watch, Gifu, Japão                         | 46                                                             |
| 1989 | 29ª                                                            | Alemanha                                                       | Iris Klein                                                     | Kanazawa City Tourism Hall, Kanazawa, Japão                    | 47                                                             |
| 1990 | 30ª                                                            | Espanha                                                        | Silvia de Esteban                                              | Osaka Flower Expo Site, Osaka, Japão                           | 50                                                             |
| 1991 | 31ª                                                            | Polônia                                                        | Agnieszka Kotlarska †                                          | Koseinenkin Kaikan Hall, Tóquio, Japão                         | 51                                                             |
| 1992 | 32ª                                                            | Austrália                                                      | Kirsten Davidson                                               | Holland Village, Nagasaki, Japão                               | 50                                                             |
| 1993 | 33ª                                                            | Polônia                                                        | Agnieszka Pachałko                                             | Koseinenkin Kaikan Hall, Tóquio, Japão                         | 47                                                             |
| 1994 | 34ª                                                            | Grécia                                                         | Christina Lekka                                                | Sun Arena, Mie, Japão                                          | 50                                                             |
| 1995 | 35ª                                                            | Noruega                                                        | Lena Hansen                                                    | Sinjuyo Pension Hall, Tóquio, Japão                            | 47                                                             |
| 1996 | 36ª                                                            | Portugal                                                       | Fernanda Alves                                                 | Kanko Kaikan Hall, Kanazawa, Japão                             | 48                                                             |
| 1997 | 37ª                                                            | Venezuela                                                      | Consuelo Adler                                                 | Kyoto Kaikan First Hall, Kyoto, Japão                          | 42                                                             |
| 1998 | 38ª                                                            | Panamá                                                         | Lía Borrero                                                    | Koseinenkin Hall, Tóquio, Japão                                | 43                                                             |
| 1999 | 39ª                                                            | Colômbia                                                       | Paulina Gálvez                                                 | Yupout Kani Hoken Hall, Tóquio, Japão                          | 51                                                             |
| 2000 | 40ª                                                            | Venezuela                                                      | Vivian Urdaneta                                                | Kosei Nenkin Kaikan Hall, Tóquio, Japão                        | 56                                                             |
| 2001 | 41ª                                                            | Polônia                                                        | Małgorzata Rożniecka                                           | Nakano Sun Palace, Tóquio, Japão                               | 52                                                             |
| 2002 | 42ª                                                            | Líbano                                                         | Christina Sawaya                                               | Century Hyatt, Tóquio, Japão                                   | 47                                                             |
| 2003 | 43ª                                                            | Venezuela                                                      | Goizeder Azúa                                                  | Radisson Miyako Hotel, Tóquio, Japão                           | 45                                                             |
| 2004 | 44ª                                                            | Colômbia                                                       | Paola Vargas                                                   | Workers Indoor Arena, Beijing, China                           | 58                                                             |
| 2005 | 45ª                                                            | Filipinas                                                      | Lara Quigaman                                                  | Kōsei Nenkin Kaikan, Tóquio, Japão                             | 52                                                             |
| 2006 | 46ª                                                            | Venezuela                                                      | Daniela Di Giacomo                                             | Beijing Exhibition Centre, Beijing, China                      | 53                                                             |
| 2007 | 47ª                                                            | México                                                         | Priscila Perales                                               | Hotel Prince Park Tower, Tóquio, Japão                         | 61                                                             |
| 2008 | 48ª                                                            | Espanha                                                        | Alejandra Andreu                                               | Venetian Resort Hotel, Macau, China                            | 63                                                             |
| 2009 | 49ª                                                            | México                                                         | Anagabriela Espinoza                                           | Sichuan International Tennis Court, Sichuan, China             | 65                                                             |
| 2010 | 50ª                                                            | Venezuela                                                      | Elizabeth Mosquera                                             | Sichuan Province Gymnasium, Sichuan, China                     | 70                                                             |
| 2011 | 51ª                                                            | Equador                                                        | Fernanda Cornejo                                               | Sichuan International Tennis Court, Sichuan, China             | 67                                                             |
| 2012 | 52ª                                                            | Japão                                                          | Ikumi Yoshimatsu                                               | Hall of Martial Arts, Okinawa, Japão                           | 69                                                             |
| 2013 | 53ª                                                            | Filipinas                                                      | Bea Santiago                                                   | Shinagawa Prince Hotel Hall, Tóquio, Japão                     | 67                                                             |
| 2014 | 54ª                                                            | Porto Rico                                                     | Valerie Hernández                                              | New Takanawa Grand Prince Hotel, Tóquio, Japão                 | 73                                                             |
| 2015 | 55ª                                                            | Venezuela                                                      | Edymar Martínez                                                | Shinagawa Prince Hotel Hall, Tóquio, Japão                     | 70                                                             |
| 2016 | 56ª                                                            | Filipinas                                                      | Kylie Verzosa                                                  | Tokyo Dome City Hall, Tóquio, Japão                            | 69                                                             |
| 2017 | 57ª                                                            | Indonésia                                                      | Kevin Lilliana                                                 | Tokyo Dome City Hall, Tóquio, Japão                            | 69                                                             |
| 2018 | 58ª                                                            | Venezuela                                                      | Mariem Velazco                                                 | Tokyo Dome City Hall, Tóquio, Japão                            | 77                                                             |
| 2019 | 59ª                                                            | Tailândia                                                      | Sireethorn Leeramwat                                           | Tokyo Dome City Hall, Tóquio, Japão                            | 82                                                             |
| 2020 | Não houve disputa neste período devido a Pandemia de Covid-19. | Não houve disputa neste período devido a Pandemia de Covid-19. | Não houve disputa neste período devido a Pandemia de Covid-19. | Não houve disputa neste período devido a Pandemia de Covid-19. | Não houve disputa neste período devido a Pandemia de Covid-19. |
| 2021 | Não houve disputa neste período devido a Pandemia de Covid-19. | Não houve disputa neste período devido a Pandemia de Covid-19. | Não houve disputa neste período devido a Pandemia de Covid-19. | Não houve disputa neste período devido a Pandemia de Covid-19. | Não houve disputa neste período devido a Pandemia de Covid-19. |
| 2022 | 60ª                                                            | Alemanha                                                       | Jasmin Selberg                                                 | Tokyo Dome City Hall, Tóquio, Japão                            | 66                                                             |
| 2023 | 61ª                                                            | Venezuela                                                      | Andrea Rubio                                                   | Yoyogi National Gymnasium, Tóquio, Japão                       | 70                                                             |